# Курмон (Верхняя Сона)
Курмо́н (фр. Courmont) — коммуна во Франции, находится в регионе Франш-Конте. Департамент — Верхняя Сона. Входит в состав кантона Эрикур-Уэст. Округ коммуны — Люр.
Код INSEE коммуны — 70182.

## География
Коммуна расположена приблизительно в 350 км к юго-востоку от Парижа, в 65 км северо-восточнее Безансона, в 36 км к востоку от Везуля.
Более 80 % территории коммуны покрыто лесами.

## Население
Население коммуны на 2010 год составляло 101 человек.
| 1962 | 1968 | 1975 | 1982 | 1990 | 1999 | 2010 |
| ---- | ---- | ---- | ---- | ---- | ---- | ---- |
| 100  | 98   | 80   | 86   | 91   | 105  | 101  |

## Экономика
В 2010 году среди 71 человека трудоспособного возраста (15—64 лет) 45 были экономически активными, 26 — неактивными (показатель активности — 63,4 %, в 1999 году было 61,6 %). Из 45 активных жителей работали 40 человек (24 мужчины и 16 женщин), безработных было 5 (1 мужчина и 4 женщины). Среди 26 неактивных 3 человека были учениками или студентами, 11 — пенсионерами, 12 были неактивными по другим причинам.

## Фотогалерея
- Курмон
- Карта коммуны